# 林書緯
林書緯（1992年6月21日—）是出生於美國加州聖克拉拉縣的男子籃球運動員，主打控球後衛位置，現效力於台灣職業籃球大聯盟新北國王。林書豪的弟弟。自2015年大學畢業後，加盟超級籃球聯賽（SBL）富邦勇士（2019年由臺北市政府冠名為臺北富邦勇士），第一年即獲得季前賽及例行賽助攻王、最佳新秀及最佳五人的榮譽，並在第十六季超級籃球聯賽（2018-2019）隨隊贏得總冠軍。後來於2019年、2020年隨臺北富邦勇士參賽東南亞職業籃球聯賽（ABL）及P. LEAGUE+（PLG），期間隨隊贏得2座PLG冠軍。 2022–23年PLG賽季轉隊至新北國王。

## 籃球生涯

### 大學時期
林書緯就讀美國漢米爾頓學院經濟系並代表學校參加NCAA第三級籃球賽，主要位置是控球後衛，他在最後一個賽季入選新英格蘭小學院體育聯盟年度第二隊，大學生涯留下了617分、291助攻及85抄截。此外，林書緯於2012年隨著哥哥林書豪飛赴台灣，並與超級籃球聯賽（SBL）的隊伍比賽而獲得當地球隊關注。

### 富邦勇士
2015年，林書緯自漢米爾頓學院畢業，隨後到超級籃球聯賽（SBL）數支球隊測試，最終加入了富邦勇士。甫入隊的林書緯在該年度季前賽「超級籃球聯賽夏季聯賽」以平均11.7分、3.5籃板、4.6助攻獲得夏聯助攻王、夏聯最佳新秀及夏聯最佳五人。當第十三季超級籃球聯賽（2015-2016）正式開打後，林書緯在例行賽30場比賽全勤出賽，繳出平均12.1分、4.1籃板、4.4助攻、1.4抄截的數據，進入季後賽第一輪他又先後繳出11分、6助攻、18分、8助攻以及10分、9助攻，以全隊最多助攻令富邦挺進第二輪，惟第二輪遭璞園建築淘汰。該賽季種種表現令林書緯獲得助攻王、年度新人王及年度第一隊的榮譽，同時也是SBL首位獲得年度新人王的華裔球員。
第十四季超級籃球聯賽（2016-2017），林書緯在例行賽場均貢獻10.9分、2.8籃板、3.8助攻，在季後賽第一輪儘管他在首戰刷新生涯得分紀錄，得到36分，也無法避免富邦勇士以三連敗遭到桃園璞園建築淘汰。此外，林書緯在明星賽與隊友魏維攜手贏得技術挑戰賽冠軍。
第十五季超級籃球聯賽（2017-2018），該賽季富邦勇士時任總教練許晉哲為了讓林書緯了解球隊體系，壓縮其上場時間，季中一度將他擺在替補席上，最終林書緯在例行賽繳出場均9.9分、2.1籃板、2.8助攻，他自言是「生涯最差的例行賽表現」，富邦勇士也位列例行賽第五名。進入季後賽後，許晉哲讓林書緯回到先發陣容，林書緯在季後賽前兩輪場均貢獻13.5分、5助攻，先助富邦勇士季後賽第一輪系列賽以3比2贏衛冕冠軍臺北達欣工程，第二輪再以4勝0敗闖進冠軍賽，也是SBL首次有例行賽第五名的球隊獲得冠軍賽席位。冠軍系列賽，富邦勇士首戰敗於桃園璞園建築，該役林書緯替補上場，共得13分，第二戰他先發出賽，以16投7中獲得22分，助富邦勇士扳平比數，卻扭傷左腳踝。第三戰林書緯帶傷上陣，該役取得10分、2籃板及3助攻，富邦勇士再次負於桃園璞園建築，第四戰、第五戰他因傷缺陣，桃園璞園建築先是延續第三戰的勝利，富邦勇士緊接著於第五戰阻止桃園璞園建築奪冠。第六戰林書緯復出，全場桃園璞園建築保持領先，比賽末段他一度以三分球拉近比數，最後又因自身失誤讓桃園璞園建築取勝，桃園璞園建築以4勝2敗贏得總冠軍，富邦勇士以亞軍坐收。時隔一周後，林書緯在TSNA報導中評價自己在例行賽表現糟糕，到了季後賽表現卻是生涯最佳，該賽季是「非常極端的一個賽季」。

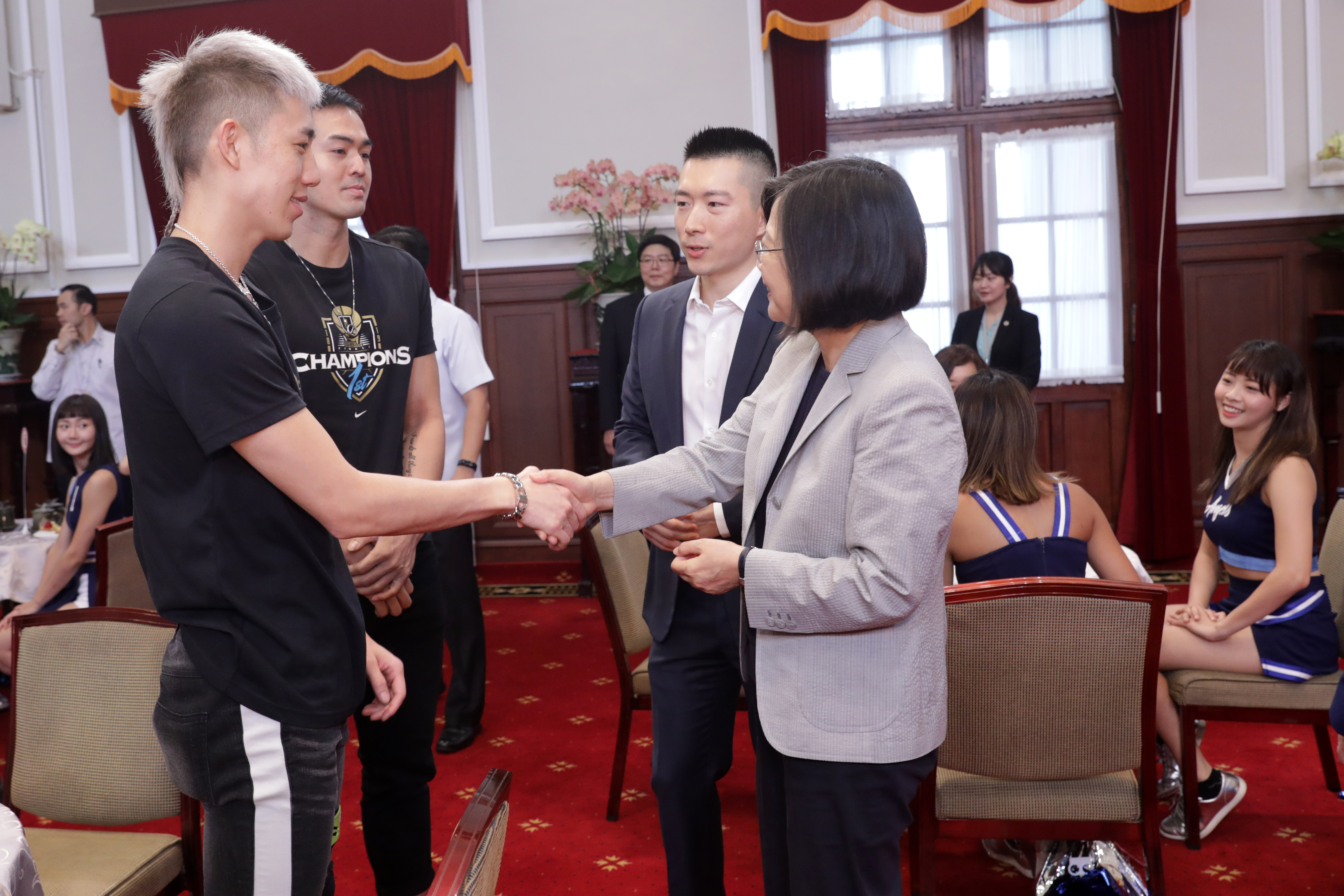
2019年10月，林書緯隨隊會面中華民國總統蔡英文

第十六季超級籃球聯賽（2018-2019），林書緯在例行賽共出賽28場，繳出場均13.4分、4.9助攻、2.9籃板，包括對陣台灣啤酒時再次刷新生涯得分紀錄的40分，助富邦勇士以例行賽第一直接晉級季後賽第二輪。該季冠軍賽四場比賽林書緯場均貢獻13.8分、2.8籃板、5.3助攻，富邦勇士以4比0勝過台灣啤酒，奪得隊史首座冠軍獎盃。

### 臺北富邦勇士

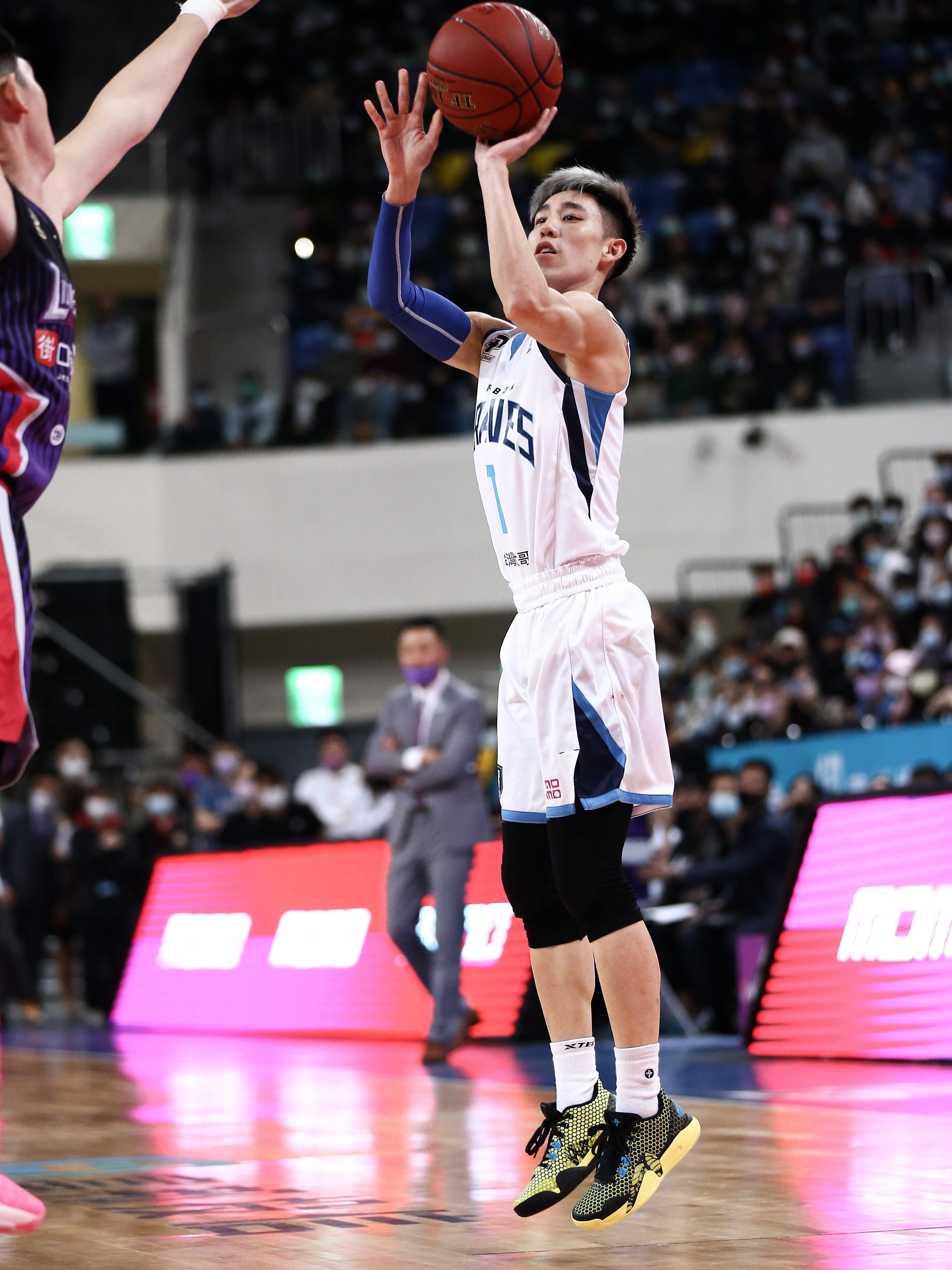
2021年1月，林書緯在臺北富邦勇士主場賽事中投籃

2019年底，林書緯隨臺北富邦勇士轉戰東南亞職業籃球聯賽（ABL），聯賽該季自同年12月開打，直到翌年3月因COVID-19疫情無限期停賽，四個月後進一步宣布賽季提前結束。2020年9月11日，林書緯與臺北富邦勇士完成續約。林書緯接著隨臺北富邦勇士轉戰在2020年成立的臺灣職業籃球聯賽P. LEAGUE+（PLG），其首個賽季在年底開始。
林書緯在 2020–21年PLG賽季季中因右腳踝扭傷，缺陣6場，最後例行賽場均上陣23分鐘，平均繳出9.4分、3.6次助攻，場均助攻在隊內排名第三，三分球命中率達到35％，臺北富邦勇士則以19勝5敗，例行賽第一之姿挺進冠軍賽。進入冠軍賽後，臺北富邦勇士對陣福爾摩沙台新夢想家以3比1率先聽牌，惟因冠軍賽期間嚴重特殊傳染性肺炎台灣疫情擴大，當地政府決定實施第三級防疫警戒，運動場館因此關閉，PLG與參賽雙方討論後，裁定臺北富邦勇士贏得冠軍。

### 新北國王
林書緯效力臺北富邦勇士時，認為時任總教練許晉哲對自己的場上定位值得商榷，也感到自身被低估、不被重用，於是在2021–22年PLG賽季前就向時任領隊蔡承儒提出交易的請求，蔡承儒則以「再拿一座冠軍，還想離隊就幫助你」慰留，勇士也成功連霸第二座冠軍。2022年休賽季林書緯投入交易市場，新北國王與高雄鋼鐵人皆有意延攬加盟，林書緯幾經考慮後婉拒高雄鋼鐵人，選擇了新北國王。8月8日，臺北富邦勇士將林書緯交易至新北國王，換回洪楷傑、張文平與2024年受保護首輪籤。
2025年2月24日，林書緯獲選東亞超級聯賽（EASL）2024-25賽季2月單月最佳陣容。2024-25賽季林書緯獲選TPBL年度第二隊。8月6日，新北國王宣布與林書緯續約三年。

## 場外生活
2023年起，林書緯與時任臺北富邦勇士球員張宗憲（Jet）及助理教練姜智振（Jason）一同經營Podcast節目《Joe & Jet 未過濾的 with Jason》，向觀眾分享個人籃球經歷、台灣籃球秘辛及各地籃球界相關事務等等
。

## 國籍
2020年8月19日，臺灣媒體報導稱林書緯已取得中華民國護照。2025年6月15日，林書緯獲得國際籃球總會（FIBA）本土球員身份認證。

## 生涯數據

### 超級籃球聯賽

#### 例行賽
| 賽季    | 球隊     | GP | MPG  | 2P%   | 3P%   | FT%   | RPG | APG | SPG | BPG | PPG  |
| ------- | -------- | -- | ---- | ----- | ----- | ----- | --- | --- | --- | --- | ---- |
| 2015–16 | 富邦勇士 | 30 | 30.5 | 44.6% | 27.7% | 74.7% | 4.1 | 4.4 | 1.4 | 0.3 | 12.1 |
| 2016–17 | 富邦勇士 | 30 | 27.4 | 38.2% | 39.3% | 72.3% | 2.9 | 3.8 | 1.6 | 0.2 | 10.6 |
| 2017–18 | 富邦勇士 | 30 | 20.7 | 48.8% | 27.1% | 74.0% | 2.1 | 2.8 | 1.1 | 0.4 | 9.9  |
| 2018–19 | 富邦勇士 | 28 | 26.1 | 47.9% | 37.7% | 75.0% | 2.9 | 4.9 | 1.6 | 0.4 | 13.4 |

#### 季後賽
| 賽季    | 球隊     | GP | MPG  | 2P%   | 3P%   | FT%   | RPG | APG | SPG | BPG | PPG  |
| ------- | -------- | -- | ---- | ----- | ----- | ----- | --- | --- | --- | --- | ---- |
| 2015–16 | 富邦勇士 | 9  | 33.2 | 43.6% | 19.0% | 68.7% | 4.2 | 6.6 | 1.0 | 0.4 | 10.1 |
| 2016–17 | 富邦勇士 | 3  | 25.9 | 52.4% | 33.3% | 91.7% | 1.7 | 5.0 | 1.3 | 0.3 | 15.0 |
| 2017–18 | 富邦勇士 | 13 | 27.2 | 44.0% | 31.9% | 75.0% | 3.3 | 4.0 | 1.9 | 0.7 | 13.9 |
| 2018–19 | 富邦勇士 | 10 | 28.5 | 52.3% | 37.9% | 72.4% | 2.7 | 5.4 | 1.5 | 0.4 | 15.5 |

### 東南亞職業籃球聯賽

#### 例行賽
| 賽季    | 球隊         | GP | MPG  | 2P%   | 3P%   | FT% | RPG | APG | SPG | BPG | PPG |
| ------- | ------------ | -- | ---- | ----- | ----- | --- | --- | --- | --- | --- | --- |
| 2019–20 | 臺北富邦勇士 | 13 | 24.7 | 51.8% | 29.6% | 50% | 2.9 | 3.2 | 1.5 | 0   | 8.5 |

### P. LEAGUE+
| † | 代表林書緯該賽季獲得 PLG總冠軍 |

#### 例行賽
| 賽季      | 球隊         | GP | GS | MPG  | FG%   | 3P%   | FT%   | RPG | APG | SPG | BPG | PPG  |
| --------- | ------------ | -- | -- | ---- | ----- | ----- | ----- | --- | --- | --- | --- | ---- |
| 2020–21 † | 臺北富邦勇士 | 17 | 7  | 23.3 | 46.9% | 34.9% | 50%   | 3.4 | 3.6 | 1.5 | 0.2 | 9.4  |
| 2021–22 † | 臺北富邦勇士 | 23 | 20 | 28.9 | 53.8% | 30.8% | 64.7% | 3.0 | 3.9 | 1.3 | 0.4 | 11.8 |
| 2022–23   | 新北國王     | 36 | 34 | 31.7 | 44.0% | 31.7% | 62.5% | 3.6 | 5.1 | 1.5 | 0.5 | 11.9 |

#### 季後賽
| 賽季      | 球隊         | GP | GS | MPG   | FG%   | 3P%   | FT%   | RPG | APG | SPG | BPG | PPG |
| --------- | ------------ | -- | -- | ----- | ----- | ----- | ----- | --- | --- | --- | --- | --- |
| 2020–21 † | 臺北富邦勇士 | 4  | 0  | 17:24 | 50.0% | 16.7% | 66.7% | 2.5 | 4.3 | 0.3 | 0.3 | 4.8 |
| 2021–22 † | 臺北富邦勇士 | 9  | 8  | 22:27 | 33.3% | 28.1% | 80.0% | 3.9 | 2.1 | 1.1 | 0.1 | 7.0 |

## 外部連結
- 林書緯的Facebook專頁
- 林書緯的Instagram帳戶
- 林書緯的X（前Twitter）
- 林書緯在fiba.basketball（英语）
- 林書緯在P. LEAGUE+官網
- 林書緯在台灣職業籃球大聯盟官網
- 林書緯在超級籃球聯賽官網
- 林書緯在Eurobasket.com（球員）（英语）
- 林書緯在Eurobasket.com（球員）（英语）
- 林書緯在RealGM（球員）（英语）
- 林書緯在Flashscore（英语）